# 秦皇岛博物馆
秦皇岛博物馆是一座综合性博物馆，位于中华人民共和国河北省秦皇岛市海港区河北大街西段521号。

## 历史
秦皇岛博物馆于2018年3月开工建设，2023年10月开馆试运营。

## 建筑
秦皇岛博物馆建筑面积为26553.6平方米，展览面积6049平方米，主体建筑共分地下一层和地上三层。其中二层包括主题展览近代历史展厅2个，三层包括主题展览古代历史展厅4个。

## 馆藏
秦皇岛博物馆陈列有1299件/组文物藏品，其中中国国家三级以上文物184件/组，包括商代乳钉纹铜簋、饕餮纹铜鼎、清代太平有象等。